# Сєриков Никанор Іванович
Никанор Іванович Сєриков (1896, село Нова Таволжанка Бєлгородського повіту Курської губернії, тепер Шебекінського району Бєлгородської області, Російська Федерація — ?) — радянський діяч, новатор сільськогосподарського виробництва, агроном, голова колгоспу «Веселе життя» Шебекінського району Курської області, голова Шебекінського райвиконкому. Депутат Верховної Ради СРСР 1-го скликання.

## Біографія
Народився в селянській родині. Працював у сільському господарстві.
З початку 1930-х років — голова колгоспів «День врожаю», «Веселе життя» Мало-Михайлівської сільради Шебекінського району Курської області.
У 1938—1940 роках — голова виконавчого комітету Шебекінської районної ради депутатів трудящих Курської області.
У 1940 році закінчив Курський сільськогосподарський технікум, після чого працював старшим агрономом.
У 1943—1946 роках — директор Шебекінського цукрового заводу «Профінтерн». У 1946—1950 роках — керуючий Дмитрієвського відділення з вирощуванню цукрових буряків. У 1950—1957 роках — голова Шебекінської райспоживспілки Бєлгородської області.
З 1957 року — на пенсії, деякий час працював в спецгоспі «Зоря» Бєлгородської області.

## Нагороди
- орден Леніна (30.12.1935)
- Велика срібна медаль ВСГВ